# Swietłana Sawicka
Swietłana Jewgienjewna Sawicka, ros. Светлана Евгеньевна Савицкая (ur. 8 sierpnia 1948 w Moskwie) – radziecka kosmonautka, pierwsza kobieta w otwartej przestrzeni kosmicznej, druga kobieta w kosmosie. Inżynier, zawodowy pilot, polityk; Lotnik Kosmonauta ZSRR.

## Życiorys
Urodziła się w Moskwie jako córka oficera-lotnika radzieckiego, późniejszego marszałka lotnictwa ZSRR, Jewgienija Sawickiego. Dziadek jej walczył na ziemiach polskich, zginął przy forsowaniu Narwi. Został pochowany na kwaterze wojskowej cmentarza w Pułtusku.
Mając 16 lat wykonała pierwszy skok ze spadochronem. W roku 1965, mając 17 lat, została pilotką i jednocześnie jej nazwisko pojawiło się na liście rekordów świata w skokach spadochronowych z dużej wysokości. Zaliczyła 500 skoków, uzyskała trzy rekordy świata w skokach ze stratosfery, m.in. za skok z wysokości 14 km, przy czym otworzyła spadochron po przeleceniu 13 km. Dwa lata później uhonorowano ją tytułem mistrza sportu ZSRR.
Po 3 latach, w roku 1970, jako studentka Moskiewskiego Instytutu Lotniczego wystartowała w 6 Mistrzostwach Świata w Akrobacji wygrywając kategorię kobiet. Cztery lata później, lecąc na myśliwskim eksperymentalnym samolocie naddźwiękowym, ustanowiła osiem rekordów świata w zakresie wznoszenia samolotu. W roku 1975, lecąc na seryjnie produkowanym samolocie „E-133”, osiągnęła prędkość 2683 km/godz. (rekord niepobity przez 7 lat).
Ukończyła Moskiewski Instytut Lotniczy im. Sergo Ordżonikidze oraz Centralną Szkołę Lotniczo-Techniczną Instytutu Lotniczego w Moskwie DOSAAF i pracowała następnie jako pilot-instruktor. Po wysłuchaniu wykładów w szkole lotników-oblatywaczy – została oblatywaczem samolotów i sprawdziła w tym charakterze 20 maszyn. Zdobyła kwalifikacje pilota-oblatywacza II klasy. Spędziła 1500 godzin w powietrzu i była instruktorem Centralnego Aeroklubu im. Czkałowa w Moskwie. Aktywna była na polu sportów lotniczych – począwszy od 1974 ustanowiła 18 międzynarodowych rekordów lotniczych na samolotach odrzutowych biura MiG: Je-33, Je-66B (wersje MiG-21) i Je-133 (wersja MiG-25). Ustanowiła też trzy rekordy świata w grupowych skokach ze spadochronem ze stratosfery.
W 1980 została przyjęta do oddziału kosmonautów, do żeńskiej grupy kosmonautów nr 2. Po szkoleniu uzyskała kwalifikacje instruktora kosmonauty-badacza 2. klasy. Pierwszy lot kosmiczny odbyła na statku Sojuz T-7 i stacji kosmicznej Salut 7 w dniach 19–27 sierpnia 1982. Trwał on 7 dób 21 godzin 52 minuty i 24 sekundy, przy czym załoga stacji wykonywała eksperymenty badawcze.

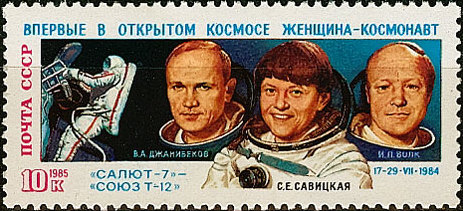
Znaczek wydany dla uhonorowania pierwszej kobiety w otwartej przestrzeni kosmicznej

W dniach 17–29 lipca 1984 Sawicka odbyła drugi lot w kosmos na statku Sojuz T-12 i stacji Salut-7 jako inżynier pokładowy, trwał on 11 dób, 19 godzin, 14 minut i 36 sekund. 25 lipca 1984 jako pierwsza kobieta Sawicka wyszła w otwartą przestrzeń kosmiczną, przebywając tam 3 godziny 35 minut.
Po zakończeniu służby w oddziale kosmonautów, w latach 1992–1995 Sawicka pracowała naukowo jako docent Moskiewskiego Państwowego Instytutu Lotnictwa. Od 1989 zajmowała się też działalnością polityczną – była deputowanym ludowym ZSRR i członkiem Rady Najwyższej ZSRR. Od 1995 jest deputowaną do Dumy Państwowej Rosji (drugiej, trzeciej i czwartej kadencji), w składzie frakcji partii komunistycznej. W 1997 została wybrana pierwszym wiceprezydentem rosyjskiego stowarzyszenia Bohaterów Związku Radzieckiego.
Podobnie jak inni radzieccy kosmonauci, Sawicka za lot kosmiczny została uhonorowana 27 sierpnia 1982 tytułem Bohatera Związku Radzieckiego i medalem Złotej Gwiazdy. Po raz drugi otrzymała je 29 lipca 1984, będąc jedyną kobietą – dwukrotnym Bohaterem Związku Radzieckiego. Odznaczona również dwukrotnie Orderem Lenina, Orderem „Znak Honoru”, Złotym Medalem FAI i innymi odznaczeniami (w 1985 r. – Medalem im. de la Vaulx), ponadto zdobyła 12 złotych medali sportowych ZSRR i uhonorowano ją 14 razy dyplomem Międzynarodowej Federacji Lotniczej FAI, a także tytułem „Zasłużonego Mistrza Sportu ZSRR” (1970).
Dekretem Prezydenta Federacji Rosyjskiej Dmitrija Miedwiediewa № 436 z 12 kwietnia 2011 została odznaczona Medalem „Za zasługi w podboju kosmosu”.
Stowarzyszenie Uczestników Lotów Kosmicznych (Association of Space Explorers) przyznało jej Universal Astronaut Insignia za lot orbitalny (nr 111).